# سیتوروپ
سیتوروپ (اندونزیایی: Citeureup) شهری در استان جاوه غربی کشور اندونزی است. جمعیت این شهر بر اساس سرشماری سال ۱۹۹۰ میلادی، ۱۰۵٫۰۷۹ نفر و بر اساس سرشماری سال ۲۰۰۰ میلادی، ۱۰۸٫۹۰۲ بوده که در سال ۲۰۰۷ میلادی به ۱۱۰٫۳۲۷ نفر افزایش یافته‌است.